# سرجو پورینی
سرجو پورّینی (به ایتالیایی: Sergio Porrini) بازیکن فوتبال و اهل ایتالیا است که از سال ۱۹۹۳ میلادی عضو تیم ملی فوتبال ایتالیا بوده و در ۲ بازی ملی حضور داشته‌است. او در بازی‌های ملی‌اش گلی به ثمر نرساند.
سرجو پوررینی آخرین بازی ملی خود را در سال ۱۹۹۳ میلادی انجام داد.